# Nowa Pułapina
Nowa Pułapina – wieś w Polsce położona w województwie mazowieckim, w powiecie grodziskim, w gminie Baranów.
Wieś wchodzi w skład sołectwa Nowa i Stara Pułapina.
W latach 1975–1998 miejscowość administracyjnie należała do województwa skierniewickiego.